# Lebern

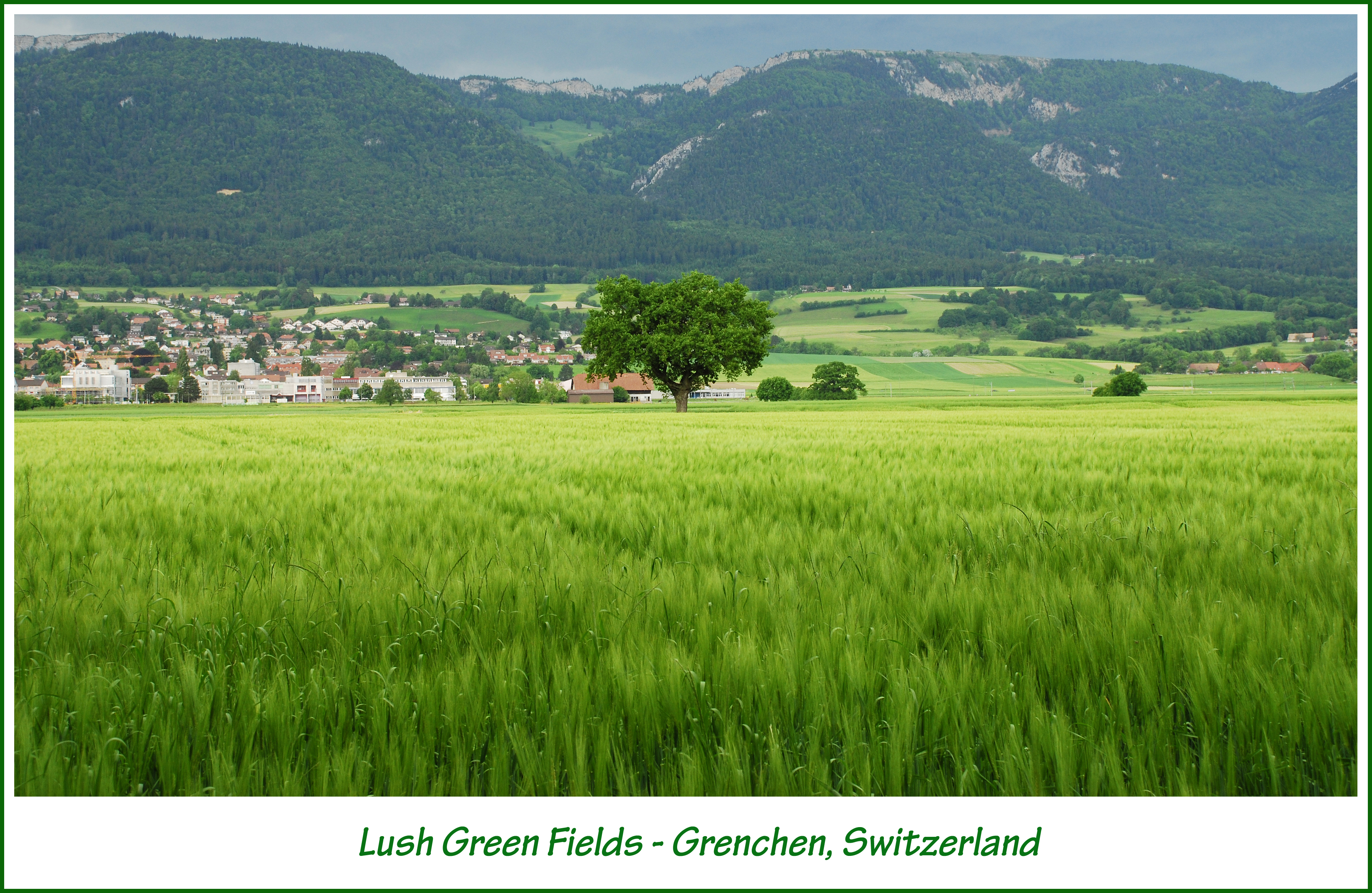
Vy mot Jurabergen nära Grenchen

Lebern är ett förvaltningsdistrikt (Bezirk) i kantonen Solothurn i Schweiz. Distriktet har 15 kommuner (Gemeinden) och tillhör amtet (Amtei) Solothurn-Lebern.
Ordet Lebern var tidigare en synonym till det franska ordet "Jura"(-bergen)

## Geografi
Distriktet omfattar Jurabergens sydsida och norra Aaredalen runt Solothurn. Dalbottnen är ett jordbruksområde. På flera orter i distriktets västra del tillverkas ur eller finmekaniska produkter.
Distriktet tangeras av motorvägen N1 och järnvägens huvudlinje Biel-Solothurn-Olten. Lokaltrafiken utförs av järnväg och lokala bussbolag. 

## Historia
Ortsnamnen visar att den västra delen av distriktet under folkvandringstiden befolkats av Burgunder, den östra av Alemanner.
Under åren 1388 till 1411 erövrades området av Solothurn.

## Kommuner
- Balm bei Günsberg
- Bellach
- Bettlach
- Feldbrunnen-Sankt Niklaus
- Flumenthal
- Grenchen
- Günsberg
- Hubersdorf
- Kammersrohr
- Langendorf
- Lommiswil
- Oberdorf
- Riedholz
- Rüttenen
- Selzach